# ابرستاره (فیلم ۱۹۹۹)
ابرستاره (انگلیسی: Superstar) فیلمی است که در سال ۱۹۹۹ منتشر شد. از بازیگران آن می‌توان به مالی شنون، ویل فرل، الین هندریکس، توماس گرین و گلینیس جونز اشاره کرد.